# Schwarzwaldbahn (Wirtembergia)
Schwarzwaldbahn – linia kolejowa położona w południowej części Niemiec, łącząca Stuttgart i Calw. Linia została otwarta w 1872. 

## Charakterystyka
Odcinek z Weil der Stadt do Calw został zamknięty dla ruchu pasażerskiego i towarowego w 1988 roku. Cała linia ma długość 48,5 km, natomiast odcinek użytkowany ma długość 25,7 km.

## Zobacz też

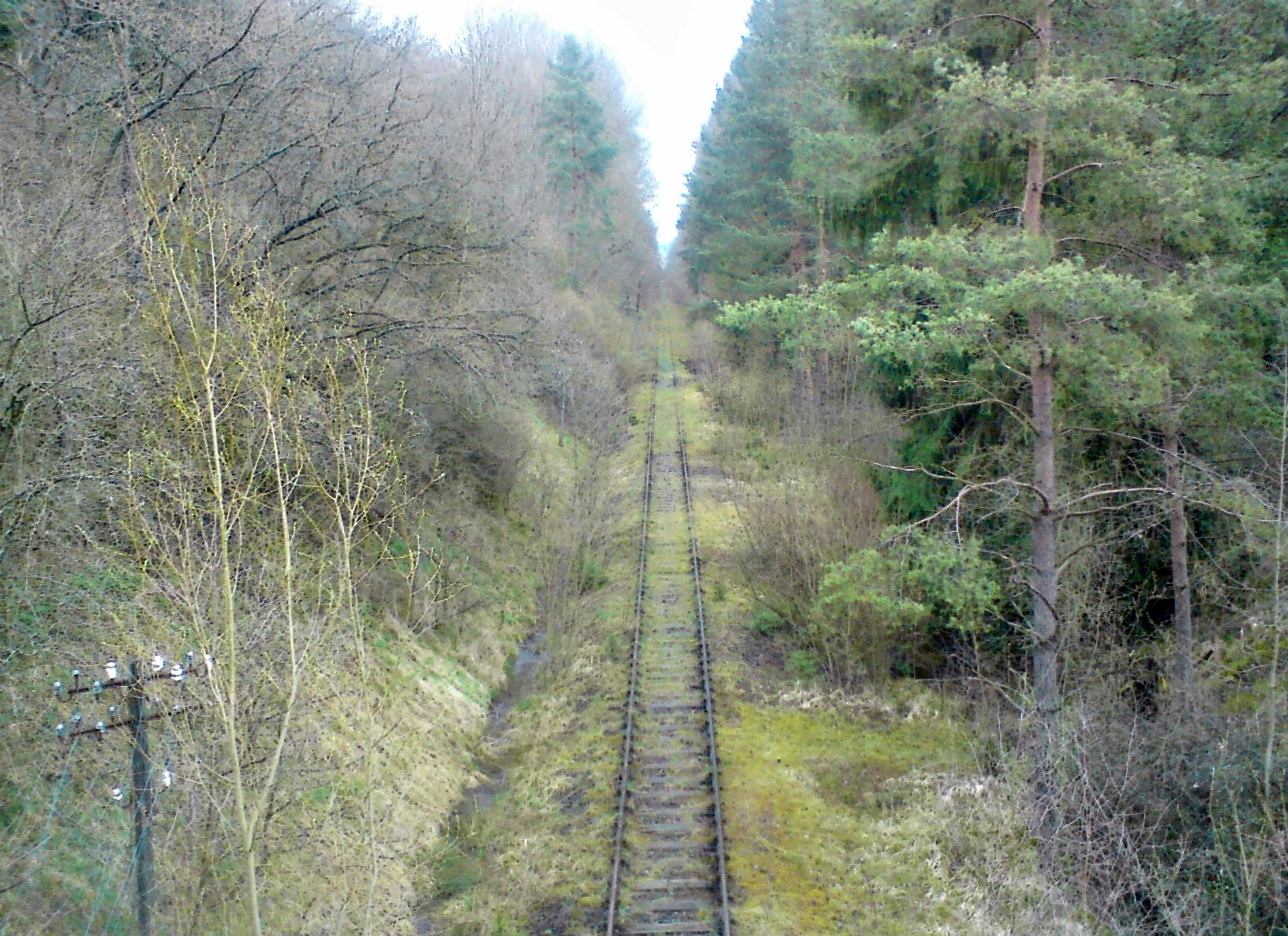
Schwarzwaldbahn między Althengstett i Calw